# جواد علي
جواد علي (1907–1987) مؤرخ وأكاديمي عراقي متخصص في التاريخ الإسلامي والعربي. حصل على الدكتوراه من جامعة هامبورغ عام 1939، وهو معروف بكتابه "تاريخ العرب قبل الإسلام" الذي أصبح من أكثر الأعمال المرجعية حول تاريخ العرب قبل الإسلام. عمل جواد علي في قسم التاريخ في كلية التربية بجامعة بغداد ابتداءً من الخمسينيات.

## حياته ودراسته

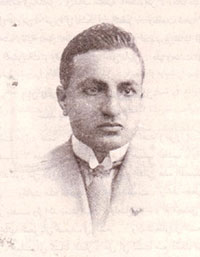
جواد علي شاباً

ولد الدكتور جواد محمد علي العـُـقَيلي في الكاظمية ببغداد سنة 1907، بعد إكمال دراسته في المتوسطة انتقل إلى المدرسة الثَّانوية، وآنذاك لم توجد ببغداد سوى مدرسة ثانوية واحدة، وهي «الثَّانوية المركزية»، وهناك تعرف إلى محمد بهجة الأثري (ت 1996) مدرس النَّحو والصّرف فيها، واستمر ملازماً له طوال حياته، ويذكر فضله في مقدمات كتبه.، ودرس في الأعظمية في كلية الإمام الأعظم أبي حنيفة ثم أكمل دراسته في دار المعلمين العالية (كلية التربية لاحقاً)، وبعد تخرجه منها سنة 1931 عُيّن مدرساً في إحدى المدارس الثانوية، وسرعان ما رُشّح ليكون ضمن بعثة علمية إلى ألمانيا، حيث حصل هناك على شهادة الدكتوراه في التاريخ الإسلامي من جامعة هامبورغ سنة 1939 وذلك عن رسالته الموسومة «المهدي وسفراؤه الأربعة» بالألمانية.
عاد إلى العراق وصادفت عودته قيام ثورة مايس 1941 ونشوب الحرب العراقية–البريطانية، فانضم إلى الثورة. وبعد فشل الثورة تم اعتقاله في معتقل الفاو، قبل أن يطلق سراحه ويعود إلى الوظيفة في وزارة المعارف، حيث اختير ليكون أمين سرّ لجنة التأليف والترجمة والنشر، والتي قُدّر لها أن تكون نواة للمجمع العلمي العراقي سنة 1947. وفي 1956 أصبح عضواً عاملاً في المجمع واختير عضواً مراسلاً ومؤازراً في مجامع أخرى عربية وعالمية.
عمل جواد علي في قسم التاريخ بكلية التربية في جامعة بغداد منذ الخمسينات من القرن العشرين، وتدرج في المناصب العلمية في كلية التربية مدرّساً فأستاذاً مساعداً فأستاذاً، حتى تقاعده عام 1972. وفي عام 1957 عمل أستاذاً زائراً في جامعة هارفارد الأميركية. ثم تقاعد فمنحته جامعة بغداد لقب أستاذ متمرس، وهو أعلى لقب يمنح لمفكّر عراقي.
حصل على تكريمات وأوسمة منها وسام المعارف اللبناني ووسام المؤرّخ العربي، وحضر ندوات ومؤتمرات عديدة كمؤتمرات المستشرقين التي كانت تعقد في ألمانيا، كما كان عضواً في الجمعية الآثارية الألمانية ومثّل العراق في عدة مؤتمرات عربية ودولية.
أتقن اللغات العربية والإنكليزية والألمانية.

## أسرته
تزوج من السيدة «زهرة طاهر محمد عارف العبيدي بعد إتمامه الدكتوراه في ألمانيا وجاءت معه إلى العراق بتأريخ 8 كانون الثاني سنة 1942م، وهي من أقارب الدكتور ناجي معروف»، وكانت مع أفراد أسرته (أبنائه) مرافقة لهُ في سفراته العلمية إلى الولايات المتحدة الأمريكية وتحديداً إلى جامعة هارفرد عام 1956م، وإلى المملكة المتحدة في بريطانيا في معهد الدراسات الشرقية عام 1961، مما أسهم في التخفيف من سنوات الوحدة التي كان يعيشها في أيامهِ الأخيرة، وبعد وفاتهِ أستقر بقية أفراد عائلتهِ في لندن.
وأبنائه الثلاث اللذين غالباً ما يؤكد جواد علي، انه كان يعيش معهم حياة سعيدة هانئة ومتجانسة، قد اصطحبهم معه في رحلاته العلمية في الولايات المتحدة، وبريطانيا، أن لذلك تأثيراً في إتمامهم الدراسات العليا في أوروبا، فابنه البكر الذي يحمل اسم جده علي هو من مواليد 1 كانون الثاني 1943 أكمل الدراسة الإعدادية في ثانوية الأعظمية في بغداد، ثم أكمل الدراسات العليا ونال شهادة الدكتوراه، وتخصص في مجال البنوك والمصارف وإدارتها، ثم تليه آمنة المولودة في 14 تموز 1944، والتي حازت على شهادة ماجستير في الإدارة من جامعة ليدز، وعملت في المركز العربي للتطوير الإداري ثم تليها أسيل وهي الأصغر سنا المولودة في حزيران 1950، والتي انهت تخصصها بالكيمياء في لندن.

## منهجه
كان الدكتور جواد علي مؤرّخاً رانكوياً، نسبة إلى المؤرخ الألماني ليوبولد فون رانكه والذي يقول إن وظيفة المؤرخ إعادة تشكيل الحدث التاريخي كما وقع بالضبط. وبشأن منهجه هذا أجرى معه الأستاذ حميد المطبعي حواراً في مجلة أفاق عربية قال فيه إن ثمة مشاكل تعترض المؤرخ، منها مشكلة الرجوع إلى المصادر الحقيقية، ومشكلة المؤلفات القديمة باللغات المختلفة، ومشكلة تشتّت المصادر وتبعثرها. ويعيب الدكتور علي على المؤرخين أخذهم بالعموميات بدلاً من اعتماد المنهج العلمي، ويضيف أن على المؤرخ أن يدرس التاريخ وفقاً للظروف والحوادث التي وقعت، وليس كما هو الحاضر. ويحذر المؤرخين من تدخّل العواطف وتحكّم المذهبية واصطباغ التاريخ بصبغة عقائدية، حيث يقول «يقتضي على المؤرخ ليكون تاريخه علمياً منزهاً تجنيب نفسه المذهبية المتزمتة، وعليه نقد الروايات نقداً علميا محايداً... ثم يقوم بربط الأخبار بعضها ببعض، وشد أجزائها شداً محكماً بأسلوب يتناول كل الوجوه، واعتبار التاريخ تاريخ بشر، وهو حكم وسياسة، والسياسة سياسة في كل وقت ومكان ولن يختلف فيها إنسان عن إنسان».
ويرى أن العرب يمتلكون تاريخاً ثرياً، وهم في غنى عن الإضافة إلى تاريخهم وتحميله ما ليس منه. ويدين استخدام الدولة للتاريخ أداةً بيدها، ويقول إن هذا مرض مزمن في البشرية، مما حمل الناس على الشك في صحة التاريخ واعتباره مجرد كذب وتلفيق، ويضيف «لا زال التلفيق والتنميق جاريين في التاريخ، ولا سيما في السياسات المذهبية وفي الأمور الشخصية وفي الحروب وفي الجدل بأنواعه، غير أن بوسع المؤرخ في الوقت الحاضر الكشف عن الواقع بفضل تعدد المصادر والمقارنة بينها واستخلاص الحقائق».
وفيما يتعلق بالدعوات لإعادة كتابة التاريخ، يقول إن تلك الدعوات لم تنبع من فلسفة أصيلة مدروسة وإنما من ميول ومحاكاة ومحاباة، وهي نابعة من توجيه البيئة والعصر وإخضاع التاريخ لمنطق الرأي السائد في عصر المؤرخ.
وبشأن عوامل تفسير التاريخ التي يجب على المؤرخ أن يتسلح بها، يقول الدكتور جواد علي:
- 1) التاريخ يستمد وحيه من واقع الظروف التي صُنع فيها، وذلك بعد تحليل وعمل فكر واحاطة بالروايات وبالوثائق الواردة عن الحادث.
- 2) تدوين التاريخ وفقاً للاجتهاد الذي يتوصل إليه وجدان المؤرخ عنه.
- 3) عدم الرضوخ لمدرسة معينة من المدارس تفسر التاريخ وفقاً لديانتها وعقيدتها في تفسير التاريخ، لأن التاريخ لرأي معين معناه أننا نزيّف ونحوّر التاريخ ونصوغه وفقاً لعقيدتنا الضيقة، فهنا إخضاع لحكم جامد يتنافى مع ضرورات المنهج العلمي في تفسير التاريخ.
- 4) على المؤرخ أن يشخص كل جوانب التاريخ، فلا يقتصر على التمجيد والمديح، وفي الوقت نفسه لا يحاول تسقّط العثرات ومواطن الضعف.
- 5) أن يكون المؤرخ وصافاً عالماً عادلاً، أي أن ينظر إلى منشأ الروايات واتجاه رواتها والزمن الذي عاش فيه صاحب الرواية وناقلها.
- 6) وإزاء هذه المواصفات علينا أن نحذر من النظرة القسرية إلى تاريخنا، ويجب التبصر فيما يكتب في كل بيئة معارضة، وعلى المؤرخ عدم الاقتصار على الجوانب السياسية بل شمول كل جوانب الحياة الاقتصادية والاجتماعية والفكرية بالاهتمام.
- 7) يقدم جواد علي وصيته الأخيرة للمؤرخ المعاصر، وهي أن عليه أن يتحدث عن كل جوانب الحياة، عن كل الطبقات، عن الخاصة وعن السواد.[3]

## من آرائه
- عندما سئل عن «ما هو حذرك ازاء التاريخ؟» أجاب: ما نراه في الموارد الإسلامية عن الجاهليين يجب ان يفحص ويدقق بعناية لاحتمال وجود التحامل فيه على العرب، من قبل اناس ظنوا ان في التشهير بهم قربة وحسبة إلى الله، وان محاسن دين الله لاترقى الا بتجريد عباد الاصنام من كل حسن وجيد، ومن كل علم وفهم والإسلام كما نعلم ثورة على الشرك، فوجهة نظر روات التاريخ الجاهلي نابعة من هذا الاتجاه، وما نراه عن الخلافة والخلفاء الراشدين «رضي الله عنهم»، يجب دراسته بكل عناية، فما من خليفة منهم الا وله مبغضون ومعادون، فالخلفاء أمراء المؤمنين ساسة وحكام أمة ولكل حاكم محب ومبغض، ومن طبيعة الحكم ان يخلق للحاكم معارضة بين الناس، وقد تكون بغير سبب مباشر وتماس بالحاكم وانما مجرد تسلمه الحكم.[12]
- وعندما سئل، عن أسباب ازدراء بعض المؤرخين للتاريخ.- نحن نعلم، إن التاريخ هو من أهم المعارف الحساسة التي تحاول الدول استخدامها آلة بيدها، بتجنيد إعمالها، وبكتابة التاريخ حسب هواها، وهو مرض قديم مزمن في البشرية، حمل كثيراً من الناس على الشك في صحة التاريخ واعتباره مجرد كذب وتلفيق.. وبين الذين شكوا به عدد من المؤرخين، وقد قيل ان أحد المؤرخين الإنكليز ألقى بمؤلفاته في النار حين راى حريقاً وهو في بيته فلما نزل ليراه وليبحث عن سبب حدوثه وسأل الناس، وجدهم يختلفون في وصفه وفي تفسيره فحنق على التاريخ وقال: إن تاريخاً يكتب على مثل هذه الروايات لا يكن تاريخاً. وقد الف السنحاوي كتاباً في الرد على من ذم التاريخ، دعاه: (الإعلان بالتوبيخ لمن ذم التاريخ.. وذم التاريخ هو سبب هذا الذي نسب إلى التاريخ..) وعندما سئل عن مذهبه الفقهي، قال أنه ينأى بنفسه عن هذه التسميات ولا يراها تليق بهذا العصر، فالمدارس الفقهية التاريخية كلها محترمة ومقدرة وتنتمي لهذا الدين، ولكني أنتمي للعروبة والأسلام والحضارة الأسلامية بلا مذاهب.[13][14]
- ويقول عن التفسير العلمي والتاريخي للقرآن: ان التفسير العصري للقران وللإسلام يقر، ان كل جيل يجب ان يفسر الإسلام بعقلية جيله بينما يجب على المؤرخ ان يفسره وفقاً للظروف والحوادث التي وقعت في أيام النبي وادت إلى صدور احكامه لمعالجتها وفقا لتلك الظروف.[15]

## مؤلفاته
من مؤلفاته المنشورة:
1. التاريخ العام (بغداد 1927).
2. أصنام العرب (بغداد 1967).

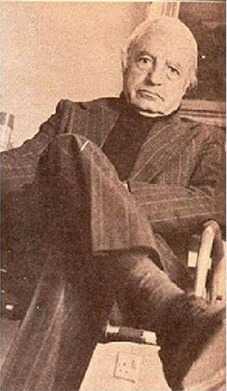
جواد علي

3. موسوعة تاريخ العرب قبل الإسلام (ثمانية مجلدات)، طبعها المجمع العلمي العراقي بين سنتي 1956-1960.
4. المفصل في تاريخ العرب قبل الإسلام (عشرة مجلدات)، طبعت في بيروت بين سنتي 1968-1974.
5. تاريخ الصلاة في الإسلام (بغداد 1968).
6. تاريخ العرب في الإسلام (بيروت 1961/ عدة طبعات).
7. المهدي وسفراؤه الأربعة (أطروحته للدكتوراه) في جامعة هامبورغ 1938.
كما أن له كتباً غير منشورة، منها كتابه معجم ألفاظ المسند. كما نشر، مع الدكتور أحمد سوسة والأستاذ محمد بهجة الأثري، خارطة الإدريسي المعروفة بصورة الأرض، وطبعت سنة 1951. كما أن لديه عشرات الأبحاث التي نشرها في المجلات العلمية المتخصصة، منها بحث موسّع نشر بالتسلسل في مجلة المجمع العلمي العراقي (1950-1954) حول موارد تاريخ الطبري.

## عضوياته وتكريماته
فضلا عن عضويته في المجمع العلمي فأنه قد أصبح عضوا فعالا في مجامع علمية عربية وغربية شهيرة مثل عضوية مجمع القاهرة (1952) ومجمع اللغة العربية في دمشق والمجمع الملكي الأردني وعضويته في متحف برلين المعني بالتاريخ.
منح الدكتور جواد علي في حفل تكرمي في سنة 1953 وبحسب الإرادة الملكية المرقمة 642، والمؤرخة في 8/7/1953 وسام الرافدين من الدرجة الأولى مع كوكبة من منتسبي المراكز العلمية والبحثية العراقية مثل محمد مهدي البصير، طه باقر، فؤاد سفر، كوركيس عواد، كما انه بتاريخ 2/1/ 1973 منح لقب أستاذ متمرس في جامعة بغداد.

## وفاته
توفى ظهر يوم السبت 26 أيلول 1987 بعد مرض عضال لازمه أواخر عمره.

## روابط داخلية
- المفصل في تاريخ العرب قبل الإسلام
- تاريخ العرب في الإسلام